# کلادورووو
کلادورووو (به صربی: Kladurovo) یک منطقهٔ مسکونی در صربستان است که در پتروواتس نا ملاوی واقع شده‌است.